# Imbé de Minas
Imbé de Minas est une municipalité brésilienne de l'État du Minas Gerais et la microrégion de Caratinga.